# Соломин, Василий Никитич
Васи́лий Ники́тич Соло́мин (1662, Хлынов — 1-я пол. XVIII века, Хлынов) — крупная фигура регионального административно-управленческого аппарата допетровской России. Ларёчный целовальник Таможенной избы города Хлынова (1690) (должность соответствует нынешнему Главе комитета по бюджету и налогам Законодательного собрания Кировской области).

## Биография
Родился во Всесвятской слободе города Хлынова в семье трапезника церкви Всех Святых. Его отец происходил из Хлыновской (священнической) отрасли древнего севернорусского рода Соломиных. Как старший сын унаследовал приход, став дьяконом, стал также служить непосредственно Вятскому епископу. Со временем завоевал доверие посадского населения и его избрали на доходную должность ларёчного целовальника в Хлыновскую Таможенную избу. Перевёл своих братьев и детей в архиерейское служилое сословие детей боярских, заложив основу богатству и процветанию своей отрасли вятского рода Соломиных.

## Землевладения
Был одним из влиятельных людей своего времени на Вятке. Владел деревнями, пожнями и скотскими выпусками в Спенцынском и Волковском станах Хлыновского уезда.

## Семья
- Отец — Никита Фёдорович Соломин, трапезник церкви Всех Святых.
- Братья — Прохор (1674—1740) и Антипий (1680—1716).
- Жена — Ирина Степановна (род. 1662)
- Дети — Авдей (1673—1725), Прасковья (род. 1698), Григорий (1700—1728), Алексей (1701—1731).